# 조선민주주의인민공화국 전력공업성
전력공업성(電力工業省)은 조선민주주의인민공화국의 내각 중앙 행정기관이다. 전기 생산 및 공급, 전력에 대한 사무를 관장한다.

## 연혁
- 전력공업성 설치

## 조직
- 전력공업상: 김만수
- 제1부상: 김영철
- 부상: 김용수, 김용철, 김정호, 리관수, 문창남, 박창수, 신영성, 한영걸, 허택
- 당 부위원장: 김영일

## 역대 전력공업상 및 부상

### 역대 전력공업상
- 박남칠 : 2006년 10월 ~ 2008년 12월
- 허택 : 2008년 12월 ~ 2012년 4월 5일
- 김만수 : 2012년 4월 6일 ~ 2021년 1월
- 김유일 : 2021년 1월 ~

### 역대 부상
- 김용철 : ?
- 허택 : ? ~ 2008년 12월
- 김만수 : ? ~ 2012년 4월

## 산하 외청
- 동력발전련구소
- 중앙수력발전소
  - 제1수력발전소
  - 제2수력발전소
  - 제5수력발전소
- 수풍발전소

## 기타
- 건설종합기업소
- 건설련합기업소

## 같이 보기
- 전기석탄공업성
- 전기성